# HELLO VIBRATION
「HELLO VIBRATION」（ハロー バイブレーション）は、H2Oの4枚目のシングル。1982年7月25日発売。発売元はKitty Records（現・ユニバーサルミュージック）。

## 解説
フジテレビで放送されたテレビアニメ『みゆき』の挿入歌に起用された。

## 収録曲
- 全編曲:星勝

1. HELLO VIBRATION
作詞:ちあき哲也、作曲:星勝
2. LONELY
作詞:有川正沙子、作曲：赤塩正樹